# Dąbie, Szczecin
Dąbie (tyska: Altdamm eller Stettin-Altdamm, före 1819 Damm) är en stadsdel i östra delen av den polska staden Szczecin, med 13 275 invånare (2011). Stadsdelen ligger vid Dąbiesjöns södra strand och har historiskt en särskild ställning i Szczecin som den tidigare självständiga hansestaden Altdamm, grundad på medeltiden. Idag utgör stadsdelen centrum för de stadsdelar som ligger öster om Oder i Szczecin.

## Historia
Staden Damm grundades i Pommern under mitten av 1200-talet, på platsen för en äldre by. Under slutet av 1300-talet blev staden medlem i Hansan. Från trettioåriga kriget till Freden i Stockholm 1720 tillhörde staden Svenska Pommern, och tillföll därefter Preussen. Från 1819 kallades staden officiellt Altdamm. 
1871-1945 tillhörde staden som del av den preussiska provinsen Pommern även Tyska kejsardömet, sedermera Weimarrepubliken och Nazityskland. Sedan 1939 var stadsdelen Altdamm/Dąbie sammanslagen med och en administrativ stadsdel i staden Stettin/Szczecin.  Ett undantag var de första åren efter andra världskriget då Dąbie tillfälligt var en självständig stad. Sedan krigsslutet, då området omkring Oders mynning hamnade under polsk förvaltning och den tysktalande befolkningen i området tvångsförflyttades, bär stadsdelen det officiella polska namnet Dąbie.

## Kända personer från Dąbie/Altdamm
- Friedrich Gilly (1772–1800), arkitekt
- Carl Teike (1864–1922), militärmusiker och kompositör